# Лексінгтон (Орегон)
Лексінгтон (англ. Lexington) — місто (англ. city) в США, в окрузі Марроу штату Орегон. Населення — 238 осіб (2010).

## Географія
Лексінгтон розташований за координатами 45°26′46″ пн. ш. 119°41′17″ зх. д. / 45.44611° пн. ш. 119.68806° зх. д. (45.446160, -119.687952).  За даними Бюро перепису населення США в 2010 році місто мало площу 1,13 км², уся площа — суходіл.

## Демографія
Згідно з переписом 2010 року, у місті мешкало 238 осіб у 94 домогосподарствах у складі 70 родин. Густота населення становила 210 осіб/км².  Було 101 помешкання (89/км²).
Расовий склад населення:
| - 92,4 % — білих - 0,4 % — азіатів - 1,7 % — осіб інших рас |

До двох чи більше рас належало 5,5 %. Частка іспаномовних становила 1,3 % від усіх жителів.
За віковим діапазоном населення розподілялося таким чином: 24,4 % — особи молодші 18 років, 58,0 % — особи у віці 18—64 років, 17,6 % — особи у віці 65 років та старші. Медіана віку мешканця становила 43,0 року. На 100 осіб жіночої статі у місті припадало 122,4 чоловіків;  на 100 жінок у віці від 18 років та старших — 106,9 чоловіків також старших 18 років.
За межею бідності перебувало 0,6 % осіб, у тому числі 2,2 % дітей у віці до 18 років та 0,0 % осіб у віці 65 років та старших.
Цивільне працевлаштоване населення становило 73 особи. Основні галузі зайнятості: сільське господарство, лісництво, риболовля — 19,2 %, оптова торгівля — 15,1 %, освіта, охорона здоров'я та соціальна допомога — 12,3 %, транспорт — 11,0 %.